# La Tombe
 La Tombe  es una población y comuna francesa, en la región de Isla de Francia, departamento de Sena y Marne, en el distrito de Provins y cantón de Bray-sur-Seine.

## Historia
El 26 de mayo de 1418, Tras dos meses de difíciles negociaciones bajo la égida del papa Martín V, se firmó el Tratado de La Tombe entre el rey de Francia Carlos VII y el duque de Borgoña Juan I. El tratado, que debería haber puesto fin a las disensiones entre los armañacs y los borgoñones, quedó rápidamente anulado, ya que el 28 de mayo el levantamiento de París arruino las esperanzas de paz.

## Demografía
| 158 | 160 | 154 | 172 | 194 | 222 |
| Para los censos de 1962 a 1999 la población legal corresponde a la población sin duplicidades (Fuente: INSEE [Consultar]) |     |     |     |     |     |